# Vlaamse Pijl 2008
La Vlaamse Pijl 2008, quarantunesima edizione della corsa, valida come evento del circuito UCI Europe Tour 2008 categoria 1.2, fu disputata l'8 marzo 2008 su un percorso di 155,8 km. Fu vinta dall'olandese Bram Schmitz, che giunse al traguardo in 3h 43' 00" alla media di 41,919 km/h.
Dei 194 ciclisti alla partenza furono 100 a portare a termine la competizione.

## Ordine d'arrivo (Top 10)
| Pos. | Corridore            | Squadra         | Tempo    |
| ---- | -------------------- | --------------- | -------- |
| 1    | Bram Schmitz         | Van Vliet-EBH   | 3h43'00" |
| 2    | Dennis van Winden    | Rabobank Cont.  | s.t.     |
| 3    | Pieter Vanspeybrouck | Topsport Vl.    | s.t.     |
| 4    | Johnny Hoogerland    | Van Vliet-EBH   | s.t.     |
| 5    | Dave Bruylandts      | Nieuwe Hoop     | s.t.     |
| 6    | Michel Kreder        | Rabobank Cont.  | s.t.     |
| 7    | Nico Kuypers         | CT Lispanne     | s.t.     |
| 8    | Kristof Vandewalle   | Topsport Vl.    | s.t.     |
| 9    | Dirk Bellemakers     | Landbouwkrediet | s.t.     |
| 10   | Ivan Seledkov        | Rietumu         | a 20"    |